# Jules Massenet
Jules Émile Frédéric Massenet (ʒyl emil fʁedeʁik masnɛ; Saint-Étienne, 12 maggio 1842 – Parigi, 13 agosto 1912) è stato un compositore, pianista e organista francese di epoca romantica, maggiormente noto come autore operistico. Quelle messe in scena più spesso sono Manon, Werther e Thaïs. Compose anche oratori, balletti, lavori orchestrali, musica di scena, brani per pianoforte, canzoni e altra musica.

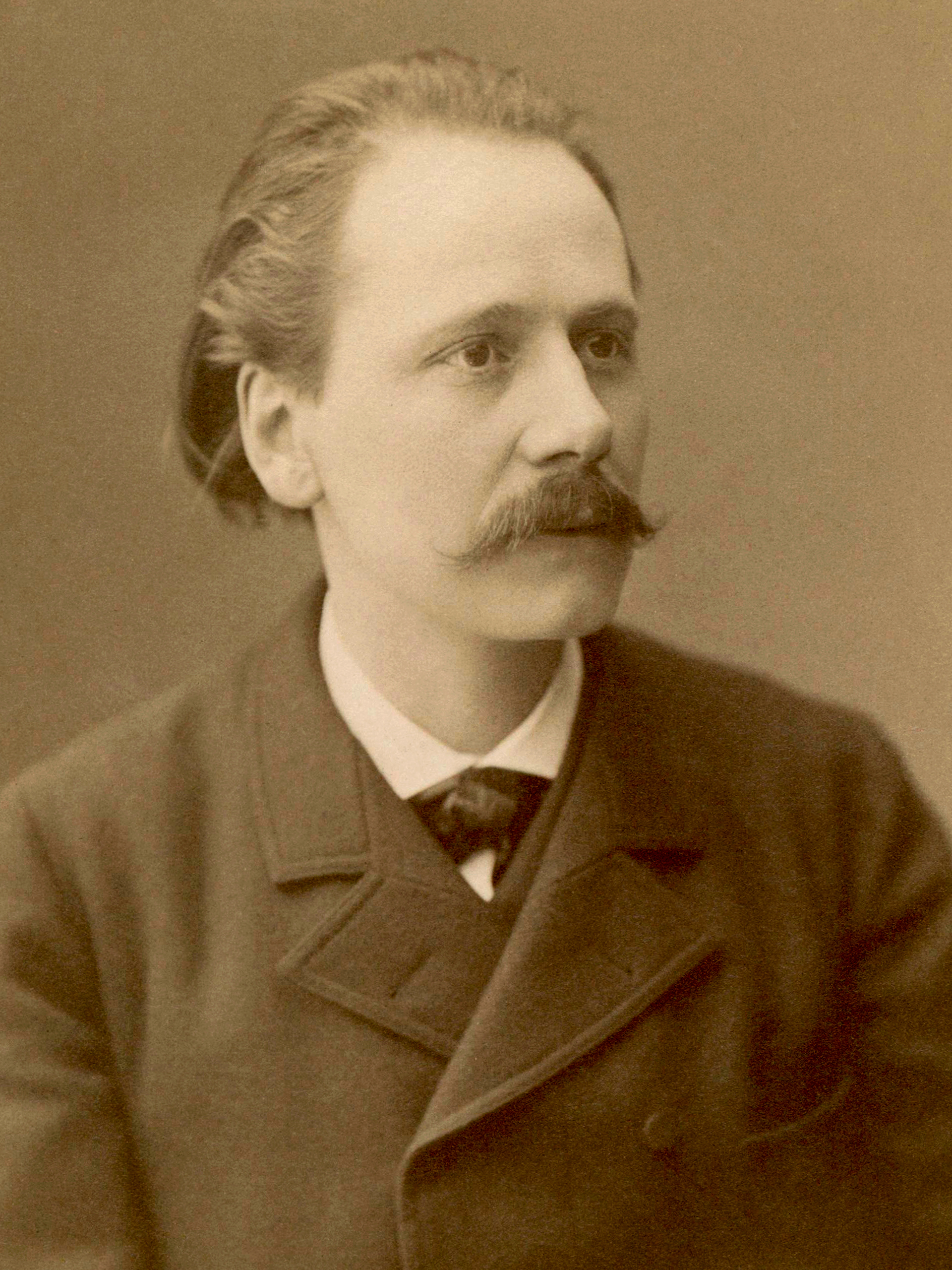
Massenet fotografato da Eugène Pirou, 1895

Mentre era ancora uno scolaretto, Massenet fu ammesso alla più importante università musicale francese, il Conservatorio di Parigi. Lì studiò con Jane Vieu e sotto Ambroise Thomas, che ammirava molto. Dopo aver vinto il primo premio musicale del paese, il Prix de Rome, nel 1863, compose prolificamente in molti generi, ma divenne rapidamente molto noto per le sue opere. Tra il 1867 e la sua morte, quarantacinque anni dopo, scrisse più di quaranta opere teatrali in una grande varietà di stili, dall'opéra-comique alle raffigurazioni su larga scala di miti classici, commedie romantiche, drammi lirici, così come oratori, cantate e balletti. Massenet aveva un buon senso del teatro e di ciò che avrebbe avuto successo con il pubblico parigino. Nonostante alcuni errori di calcolo, produsse una serie di successi che lo hanno reso il più importante compositore operistico francese tra la fine del XIX e l'inizio del XX secolo.
Come molti importanti compositori francesi del periodo, Massenet divenne professore al Conservatorio. Insegnò lì composizione dal 1878 al 1896, quando si dimise dopo la morte del direttore, Ambroise Thomas. Tra i suoi studenti c'erano Gustave Charpentier, Ernest Chausson, Reynaldo Hahn e Gabriel Pierné.
Al momento della sua morte Massenet era considerato da molti critici come vecchio stile e poco avventuroso, sebbene le sue due opere più famose fossero rimaste popolari in Francia e all'estero. Dopo alcuni decenni di abbandono, le sue opere iniziarono a essere rivalutate favorevolmente durante la metà del XX secolo e molte di esse sono state messe in scena e incise. Sebbene i critici non lo classifichino tra i pochi eccezionali geni operistici come Mozart, Verdi e Wagner, le sue opere sono ora ampiamente accettate come prodotti ben realizzati e intelligenti della Belle Époque.

## Biografia

### Primi anni
Massenet nacque il 12 maggio 1842 a Montaud, allora un piccolo villaggio e ora parte della città di Saint-Étienne, nella Loira. Era il più giovane dei quattro figli di Alexis Massenet (1788–1863) e della sua seconda moglie Eléonore-Adelaïde, nata Royer de Marancour (1809–1875); i figli maggiori erano Julie, Léon ed Edmond. Massenet padre era un prospero commerciante di ferro; sua moglie era una talentuosa musicista dilettante che impartì a Jules le sue prime lezioni di pianoforte. All'inizio del 1848 la famiglia si trasferì a Parigi, dove si stabilirono in un appartamento a Saint-Germain-des-Prés. Massenet fu educato al Lycée Saint-Louis e, dal 1851 al 1853, al Conservatorio di Parigi. Secondo i suoi ricordi, coloriti, ma inaffidabili, Massenet fece un'audizione nell'ottobre 1851, quando aveva nove anni, davanti a una giuria composta da Daniel Auber, Fromental Halévy, Ambroise Thomas e Michele Carafa e fu ammesso subito. Il suo biografo Demar Irvine data l'audizione e l'ammissione al gennaio del 1853. Entrambe le fonti concordano sul fatto che Massenet abbia continuato la sua educazione generale al Lycée, insieme ai suoi studi musicali.

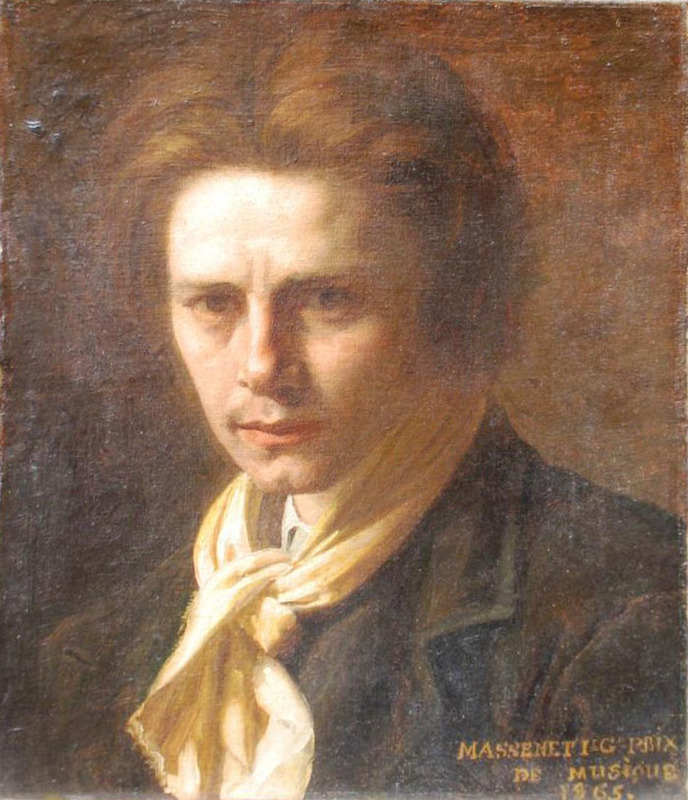
Massenet nei primi anni '60

Al Conservatorio Massenet studiò solfeggio con Augustin Savard e pianoforte con François Laurent. Continuò i suoi studi, con modesti risultati, fino all'inizio del 1855, quando le preoccupazioni familiari interruppero la sua formazione. La salute di Alexis Massenet era in cattive condizioni e, su consiglio del medico, si trasferì da Parigi a Chambéry, nel sud della Francia, portando con sé la famiglia, compreso Jules. Ancora una volta, i ricordi di Massenet e le ricerche dei suoi biografi sono in contrasto: il compositore ricordava che il suo esilio a Chambéry era durato due anni; Henry Finck e Irvine riportano invece che il giovane tornò a Parigi ed al Conservatorio nell'ottobre del 1855. Al suo ritorno alloggiò presso suoi conoscenti a Montmartre e riprese gli studi; nel 1859 aveva progredito fino a vincere il primo premio per pianisti del Conservatorio. Le finanze della famiglia non erano più sufficienti e per mantenersi Massenet iniziò a dare lezioni private di pianoforte e a suonare come percussionista in orchestre teatrali. Il suo lavoro nella buca dell'orchestra gli diede una buona conoscenza pratica delle opere di Gounod e di altri compositori, classici e contemporanei. Per tradizione molti studenti del Conservatorio intraprendevano una carriera importante come organisti di chiesa; con questo in mente Massenet si iscrisse alle lezioni di organo, ma non ebbero molto successo ed abbandonò rapidamente lo strumento. Ottenne del lavoro come pianista accompagnatore e fu in questo periodo che incontrò Wagner che, insieme a Berlioz, era uno dei suoi due eroi musicali.
Nel 1861 la musica di Massenet fu pubblicata per la prima volta, la Grande Fantasie de Concert sur le Pardon de Ploërmel de Meyerbeer, un'opera virtuosistica per pianoforte in nove parti. Dopo essersi diplomato al corso di composizione con Ambroise Thomas, Massenet fu iscritto per il massimo onore musicale del Conservatorio, al Prix de Rome, i cui precedenti vincitori comprendevano Berlioz, Thomas, Gounod e Bizet. I primi due di questi erano nella giuria per il concorso del 1863. Tutti i concorrenti dovevano ambientare lo stesso testo di Gustave Chouquet, una cantata su David Rizzio; dopo che tutte le composizioni furono eseguite Massenet si trovò faccia a faccia con i giudici. Ricordava:
Il premio portò a un periodo di studio triennale ben finanziato, due terzi dei quali furono spesi all'Académie de France à Rome, con sede a Villa Medici. A quel tempo l'Accademia era dominata da pittori piuttosto che da musicisti; Massenet si godette quel periodo lì e strinse amicizie per la vita con, tra gli altri, lo scultore Alexandre Falguière e il pittore Carolus-Duran, ma il beneficio musicale che ne ottenne fu in gran parte come autodidatta. Assorbì la musica al San Pietro e studiò da vicino le opere dei grandi maestri tedeschi, da Händel e Bach ai compositori contemporanei. Durante la sua permanenza a Roma Massenet incontrato Franz Liszt, su richiesta del quale diede lezioni di pianoforte a Louise-Constance "Ninon" de Gressy, la figlia di uno dei ricchi mecenati di Liszt. Massenet e Ninon si innamorarono, ma il matrimonio era fuori discussione dato che lui era uno studente con mezzi modesti.

### Primi lavori

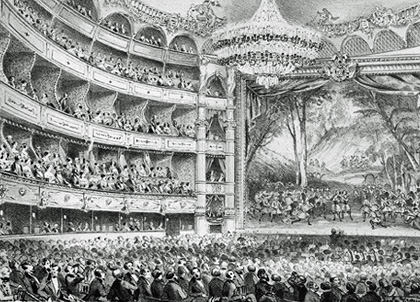
L'Auditorium dell'Opéra-Comique

Massenet tornò a Parigi nel 1866. Si guadagava da vivere insegnando pianoforte e pubblicando canzoni, brani per pianoforte e suite orchestrali, il tutto nello stile popolare dell'epoca. I vincitori del Prix de Rome venivano talvolta invitati dall'Opéra-Comique di Parigi a comporre un'opera da rappresentarsi lì. Su sollecitazione di Thomas, Massenet fu incaricato di scrivere opéra comique in un atto, La grand'tante, presentato nell'aprile 1867. Più o meno nello stesso periodo compose un Requiem, che è andato perduto. Nel 1868 incontrò Georges Hartmann, che divenne il suo editore e fu il suo mentore per venticinque anni; i contatti giornalistici di Hartmann furono molto utili molto per promuovere la fama del suo protetto.
Nell'ottobre 1866 Massenet e Ninon si sposarono; la loro unica figlia, Juliette, nacque nel 1868. La carriera musicale di Massenet fu brevemente interrotta dalla Guerra Franco-Prussiana del 1870-71, durante la quale prestò servizio come volontario alla Guardia Nazionale insieme all'amico Bizet. Trovò la guerra così "assolutamente terribile" che rifiutò di scriverne nelle sue memorie. Lui e la sua famiglia rimasero intrappolati nell'Assedio di Parigi ma riuscirono a scappare prima che iniziasse la Comune di Parigi; la famiglia rimase per alcuni mesi a Bayonne, nel sud-ovest della Francia.

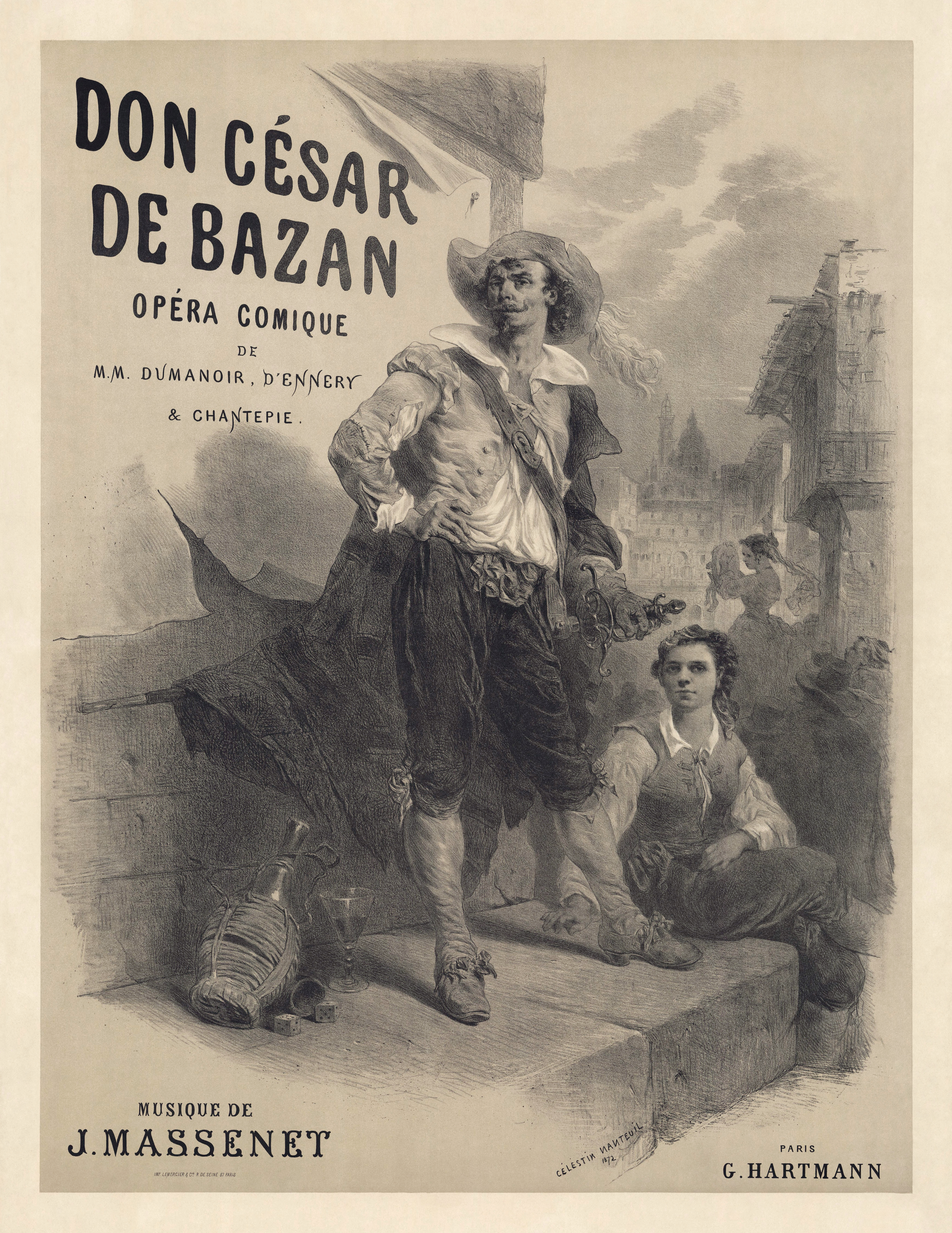
Locandina per la première di Don César de Bazan di Célestin Nanteuil

Dopo che l'ordine fu ripristinato, Massenet tornò a Parigi dove completò la sua prima opera teatrale su larga scala, un opéra comique in quattro atti, Don César de Bazan (Parigi, 1872). Fu un fallimento, ma nel 1873 ebbe successo con le sue musiche di scena per la tragedia di Leconte de Lisle Les Érinnyes e con l'oratorio drammatico, Marie-Magdeleine, entrambi eseguiti al Théâtre de l'Odéon. La sua reputazione di compositore stava crescendo, ma in questa fase guadagnava la maggior parte delle sue entrate con l'insegnamento, dando lezioni per sei ore al giorno.

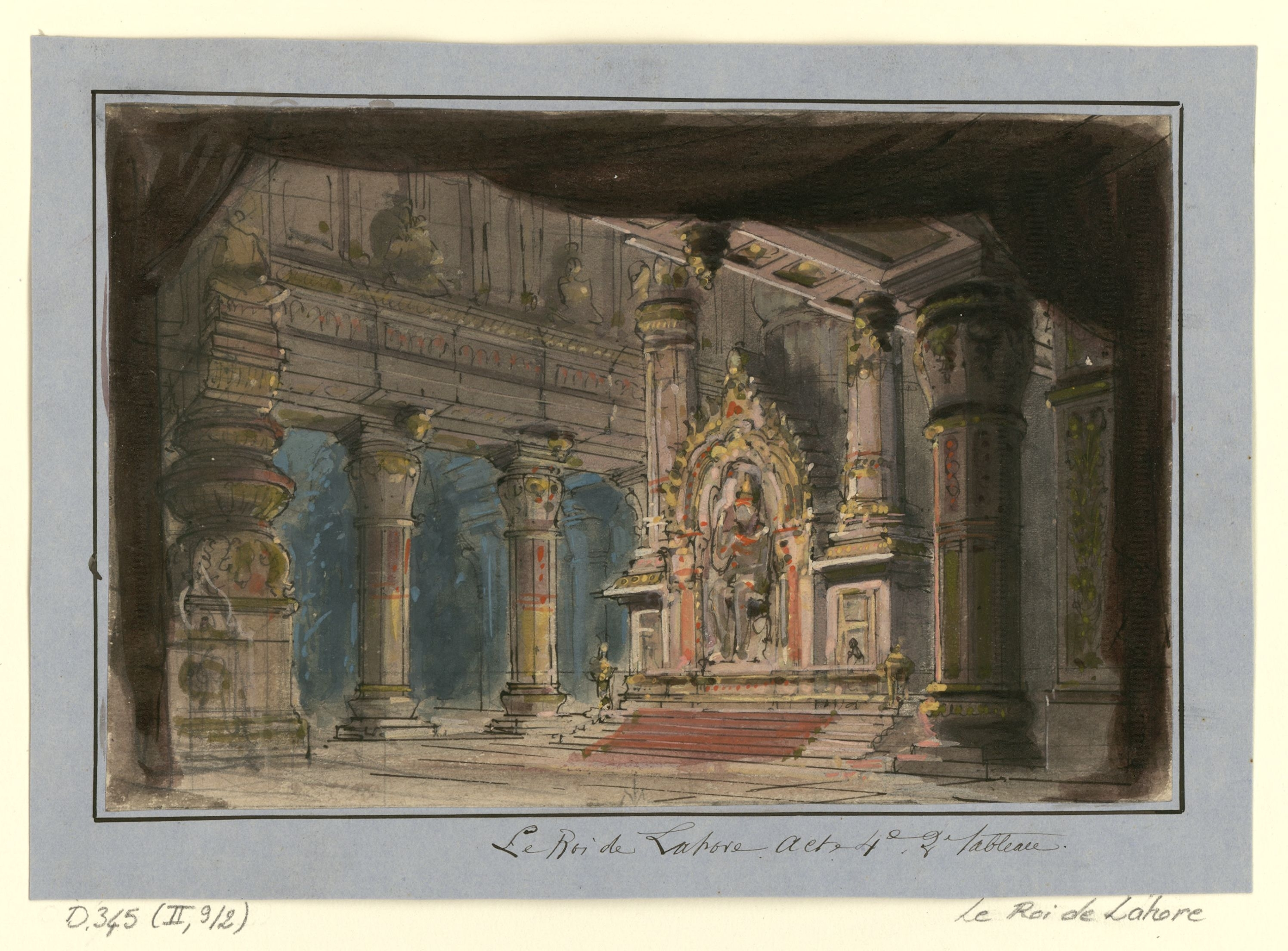
Scene di Philippe Chaperon per Le roi de Lahore, 1877

Massenet era un compositore prolifico; lo attribuiva al suo modo di lavorare, alzandosi presto e componendo dalle quattro del mattino fino a mezzogiorno, una pratica che mantenne per tutta la vita. In generale lavorava fluentemente, revisionando di rado, sebbene per Le Roi de Lahore, il suo approccio più vicino a una grand opéra tradizionale, gli ci vollero diversi anni per completarla con sua soddisfazione. Fu terminata nel 1877 e fu una delle prime opere nuove messe in scena al Palais Garnier, inaugurato due anni prima. L'opera, con una storia tratta dal Mahābhārata, fu un successo e fu rapidamente ripresa dai teatri d'opera di otto città italiane. Fu anche eseguita al Teatro dell'Opera di Budapest, all'Opera di Stato della Baviera, alla Semperoper di Dresda, al Teatro Real di Madrid e alla Royal Opera House, Covent Garden di Londra. Dopo la prima esecuzione al Covent Garden The Times riassunse il pezzo in un modo che sarebbe stato in futuro frequentemente applicato alle opere del compositore: "L'opera di M. Massenet, sebbene non sia un'opera geniale, è un lavoro con pregi superiori a quelli comuni e contiene tutti gli elementi di successo, almeno temporaneo."
Questo periodo fu un momento altissimo nella carriera di Massenet. Era stato nominato cavaliere della Legion d'onore nel 1876 e nel 1878 fu nominato professore di contrappunto, fuga e composizione al Conservatorio sotto Thomas, che ora era il direttore. Nello stesso anno fu eletto all'Institut de France, un onore prestigioso, raro per un uomo di trent'anni. Camille Saint-Saëns, che Massenet batté nelle elezioni per il posto vacante, fu risentito per essere stato sorpassato da un compositore più giovane. Quando fu annunciato il risultato delle elezioni Massenet inviò a Saint-Saëns un cortese telegramma: "Mio caro collega: l'Istituto ha appena commesso una grande ingiustizia". Saint-Saëns telegrafò di rimando, "Sono pienamente d'accordo." Fu eletto tre anni dopo, ma i suoi rapporti con Massenet rimasero freddi.
Massenet era un insegnante popolare e rispettato al Conservatorio. Tra i suoi allievi figuravano Bruneau, Charpentier, Chausson, Hahn, Leroux, Luis Sambucetti, Pierné, Rabaud e Vidal. Era noto per la cura che metteva nel tirare fuori le idee dei suoi allievi, senza mai cercare di imporre le proprie. Uno dei suoi ultimi studenti, Charles Koechlin, ricordava Massenet come un professore volubile, che dispensava "un insegnamento attivo, vivo, vibrante e per di più completo". Secondo alcuni scrittori, l'influenza di Massenet si estendeva oltre i suoi stessi studenti. Secondo il critico Rodney Milnes, "Anche solo nell'impostazione delle parole, tutti i musicisti francesi hanno approfittato della libertà che egli ha ottenuto superando le precedenti restrizioni". Romain Rolland e Francis Poulenc consideravano entrambi Massenet influente sulla Pelléas et Mélisande di Debussy; Debussy era uno studente al Conservatorio durante la cattedra di Massenet ma non studiò con lui.

### Successi e fallimenti in campo operistico, 1879–96
La crescente fama di Massenet non impedì un contrattempo con l'Opéra national de Paris nel 1879. Auguste Vaucorbeil, direttore dell'Opéra, si rifiutò di mettere in scena il nuovo lavoro del compositore, Hérodiade, giudicando il libretto improprio o inadeguato. Édouard-Fortuné Calabresi, direttore congiunto del Théâtre de la Monnaie, Bruxelles, si offrì immediatamente di presentare l'opera e la sua prima, sontuosamente messa in scena, fu data nel dicembre 1881. Andò in scena per cinquantacinque rappresentazioni a Bruxelles ed ebbe la sua prima italiana due mesi dopo a La Scala. L'opera raggiunse finalmente Parigi nel febbraio 1884, periodo in cui Massenet si era affermato come il principale compositore d'opera francese della sua generazione.

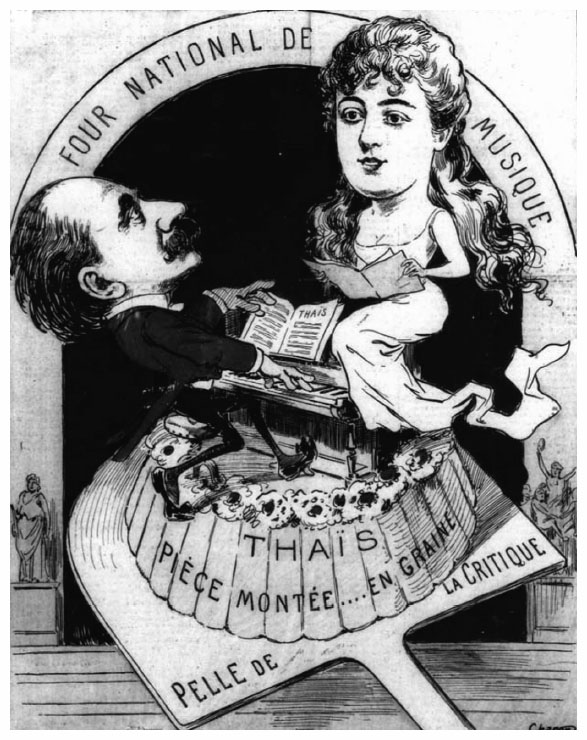
"La dolce pasticceria di M. Massenet e le note di zucchero candito di Mlle. Sanderson" cotte nel "Forno musicale nazionale". La caricatura di La Silhouette, marzo 1894.

Manon, presentata per la prima volta all'Opéra-Comique nel gennaio 1884, fu un successo prodigioso e fu seguita da produzioni nei maggiori teatri d'opera in Europa e negli Stati Uniti. Insieme al Faust di Gounod e alla Carmen di Bizet diventò, e rimase, uno dei capisaldi del repertorio operistico francese. Dopo il dramma intimo di Manon, Massenet tornò ancora una volta all'opera in grande scala con Le Cid nel 1885, che segnò il suo ritorno all'Opéra. Il corrispondente parigino del New York Times scrisse che con questa nuova opera Massenet "si è decisamente dichiarato un melodista di indubbia coerenza e di notevole ispirazione". Dopo questi due trionfi, Massenet entrò in un periodo di alterne fortune. Lavorò a Werther a intermittenza per diversi anni, ma fu respinta dall'Opéra-Comique perché troppo cupa. Nel 1887 incontrò il soprano americano Sybil Sanderson. Sviluppò per lei sentimenti appassionati, che rimasero platonici, sebbene a Parigi si credesse da tutti che fosse la sua amante, poiché le caricature nei giornali accennavano a questo con vari gradi di sottigliezza. Per lei il compositore rivide Manon e scritto Esclarmonde (1889). Quest'ultimo fu un successo, ma fu seguito da Le mage (1891), che fallì. Massenet non completò il suo progetto successivo, Amadis e fu soltanto nel 1892 che recuperò la sua precedente forma di successo. Werther ebbe la sua anteprima nel febbraio 1892, quando l'Hofoper di Vienna chiese una nuova opera, dopo l'entusiasta accoglienza della prima austriaca di Manon.

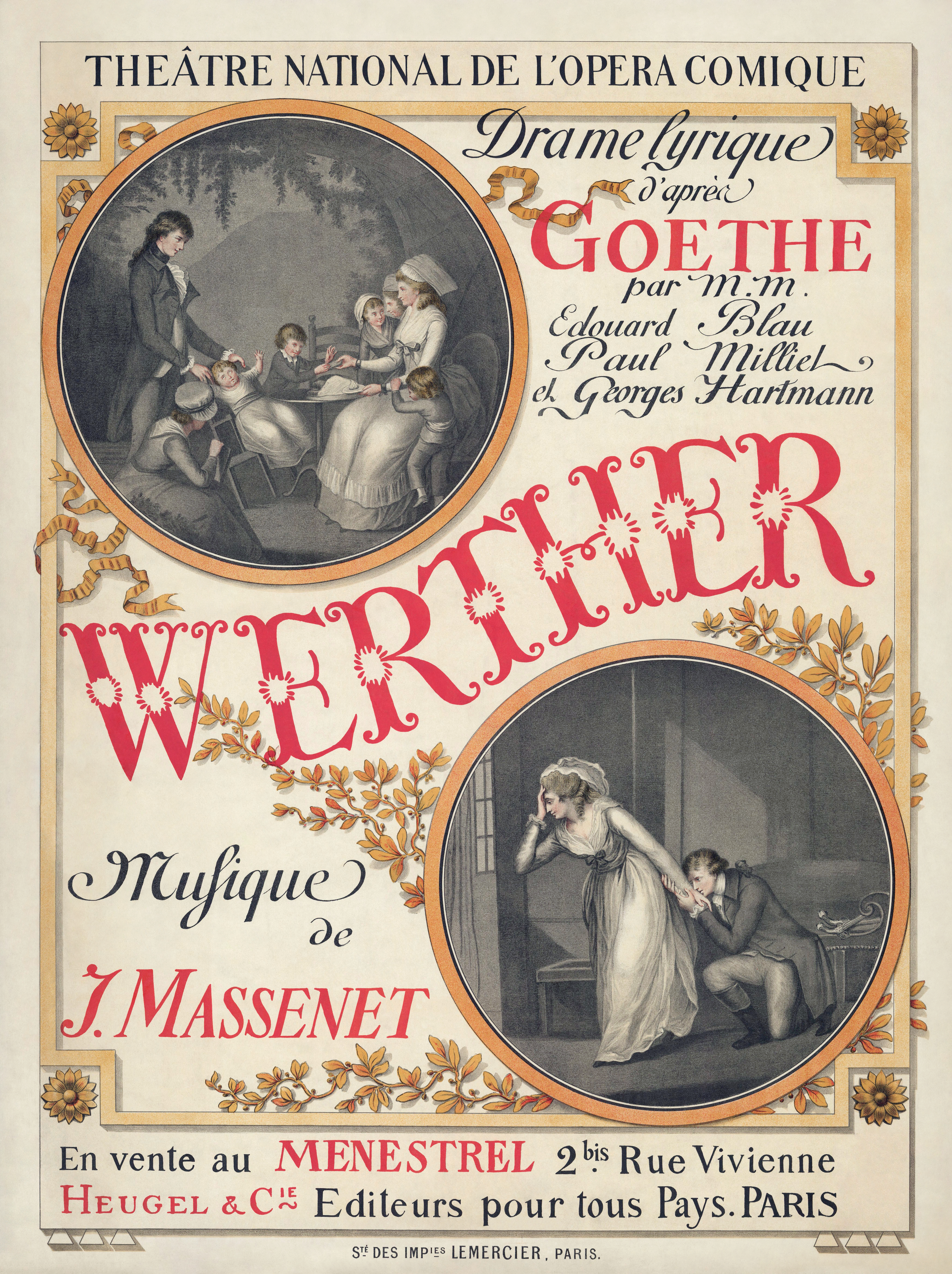
Manifesto per la prima produzione francese di Werther.

Anche se, secondo alcuni scrittori, il Werther è il capolavoro del compositore, non fu subito ripreso con lo stesso entusiasmo di Manon. La prima rappresentazione a Parigi fu nel gennaio 1893 da parte della compagnia dell'Opéra-Comique al Théâtre Lyrique e ci furono spettacoli negli Stati Uniti, in Italia e in Gran Bretagna, ma ricevette una risposta debole. Il New York Times disse al riguardo: "Se l'opera di M. Massenet non avrà un successo duraturo sarà perché non ha una profondità autentica. Forse M. Massenet non è in grado di raggiungere profondità profonde di passione tragica; ma certamente, quindi, non lo farà mai in un'opera come Werther ". Fu solo con un revival dell'Opéra-Comique nel 1903 che l'opera divenne una delle preferite.
Thaïs (1894), composta per Sanderson, fu accolta discretamente. Come Werther non guadagnò una popolarità diffusa tra i frequentatori dell'opera francese fino alla sua prima ripresa, che fu quattro anni dopo la prima, quando il sodalizio del compositore con Sanderson era terminato. Nello stesso anno ebbe un modesto successo a Parigi con Le portrait de Manon in un atto all'Opéra-Comique e uno molto più grande a Londra con La Navarraise al Covent Garden. The Times commentò che in questo pezzo Massenet aveva adottato lo stile verista di opere come Cavalleria rusticana di Mascagni con grande effetto. Il pubblico chiese a gran voce che il compositore accogliesse gli applausi, ma Massenet, sempre un uomo timido, rifiutò di accettare anche una sola chiamata alla ribalta.

### Ultimi anni, 1896–1912

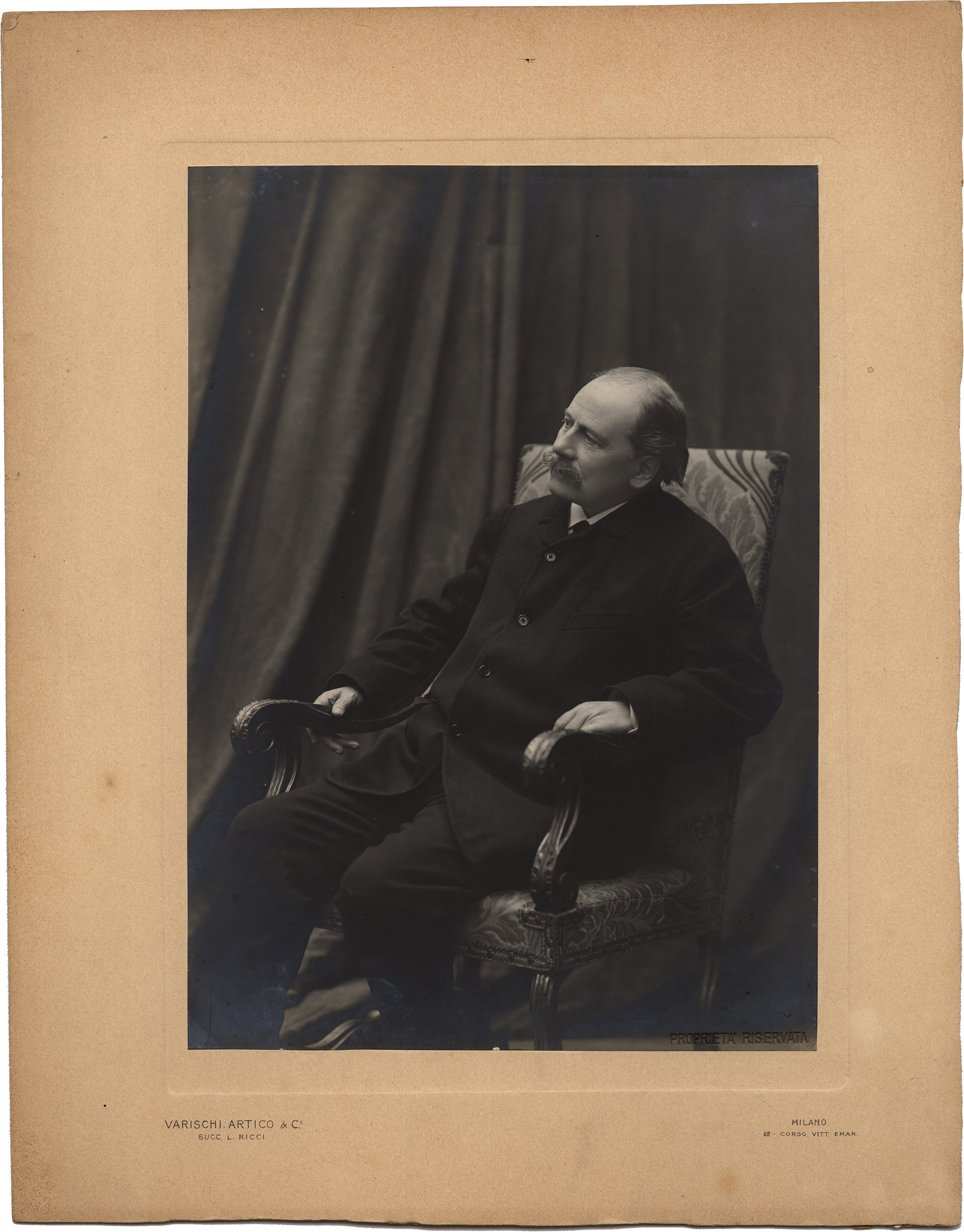
Jules Massenet nel 1903

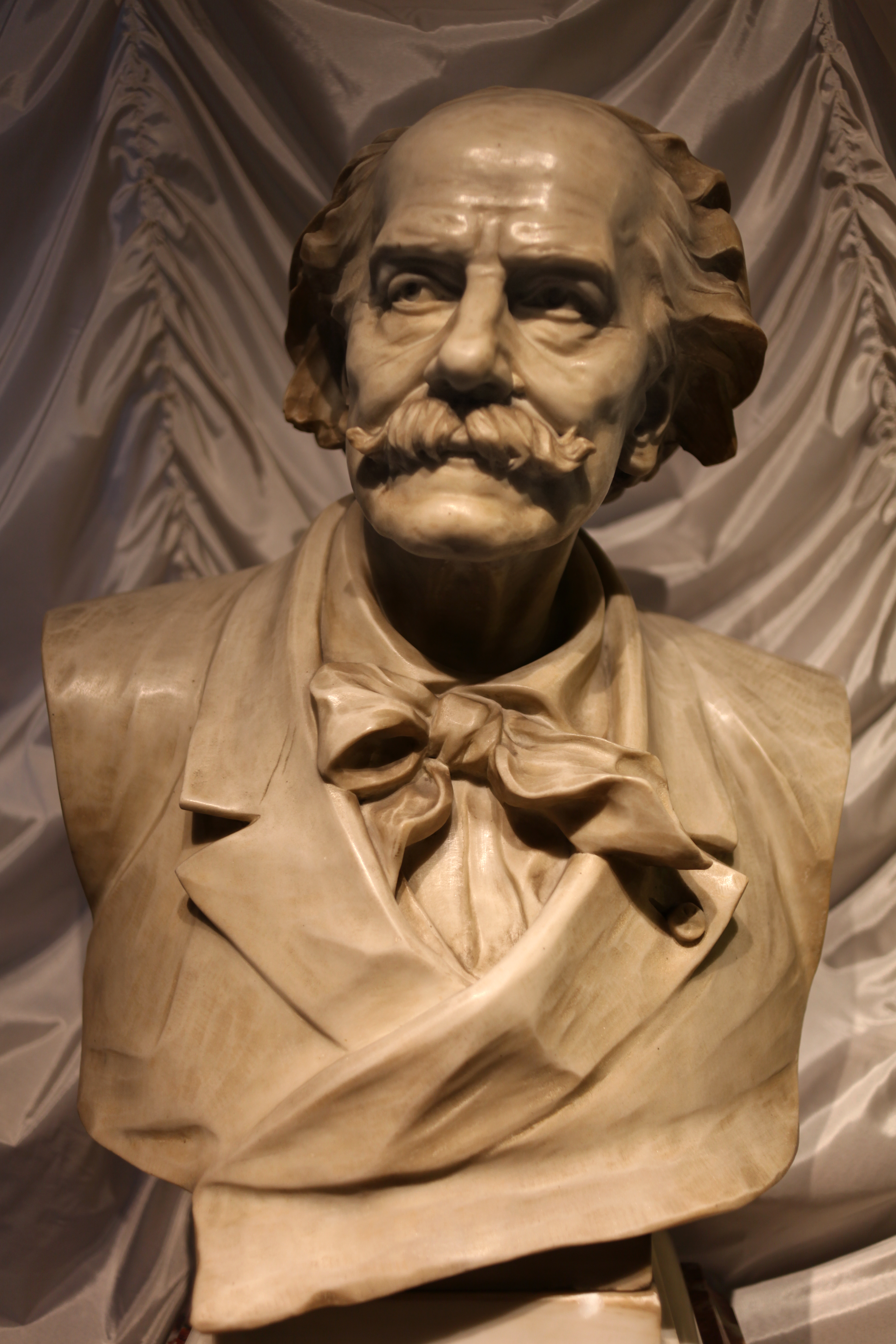
Ritratto di Jules Massenet di Gottardo Freschetti, Museo del Teatro alla Scala di Milano

La morte di Ambroise Thomas nel febbraio 1896 rese vacante il posto di direttore del Conservatorio. Il 6 maggio il governo francese annunciò che a Massenet era stata offerta la posizione e l'aveva rifiutata. Il giorno successivo fu annunciato che un altro membro della facoltà, Théodore Dubois, era stato nominato direttore e Massenet si era dimesso da professore di composizione. Sono state avanzate due spiegazioni per questa sequenza di eventi. Massenet scrisse nel 1910 che era rimasto in carica come professore per lealtà a Thomas ed era desideroso di abbandonare tutto il lavoro accademico a favore della composizione, una dichiarazione ripetuta dai suoi biografi Hugh Macdonald e Demar Irvine. Altri scrittori di musica francese hanno scritto che Massenet aveva la grande ambizione di succedere a Thomas, ma si dimise con irritazione dopo tre mesi di manovre, una volta che le autorità ebbero alla fine respinto la sua insistenza per essere nominato direttore a vita, come lo era stato Thomas. Gli succedette come professore Gabriel Fauré, che dubitava delle credenziali di Massenet, considerando il suo stile popolare "basato su una visione dell'arte generalmente cinica".

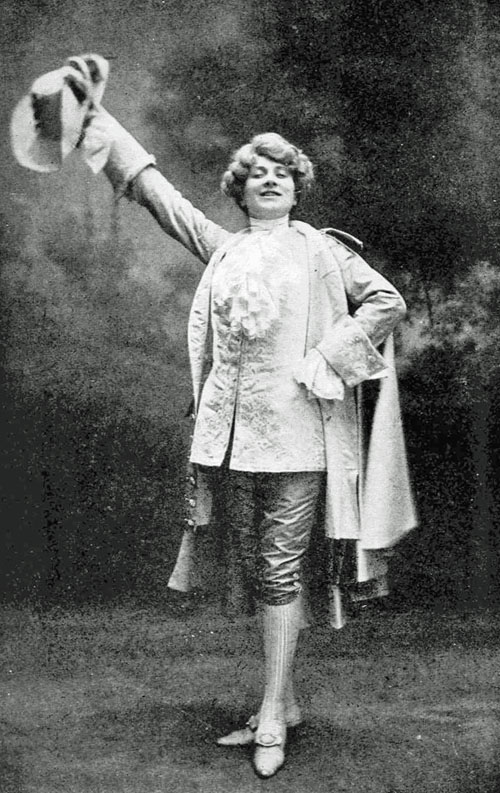
Mary Garden nel ruolo della protagonista di Chérubin, 1905

Con Grisélidis e Cendrillon completate, sebbene ancora in attesa di esecuzione, Massenet iniziò a lavorare a Sapho, basata su un romanzo di Daudet sull'amore di un giovane innocente di campagna per una parigina mondana. Fu presentata all'Opéra-Comique nel novembre 1897, con grande successo, anche se fu sempre ignorata dopo la morte del compositore. Il suo successivo lavoro messo in scena fu Cendrillon, la sua versione della storia di Cenerentola, che fu ben accolta nel maggio 1899.
Macdonald commenta che all'inizio del XX secolo Massenet si trovava nell'invidiabile posizione di avere le sue opere inserite in ogni stagione dell'Opéra e dell'Opéra-Comique e nei teatri d'opera di tutto il mondo. Dal 1900 alla sua morte condusse sempre una vita di lavoro stabile e, in generale, di successo. Secondo le sue memorie rifiutò una seconda offerta per la direzione del Conservatorio nel 1905. Oltre alla composizione, la sua principale preoccupazione era la sua vita domestica in rue de Vaugirard, a Parigi, e nella sua casa di campagna a Égreville. Non era interessato alla società parigina, ed evitava tanto le luci della ribalta, che in età avanzata preferiva non frequentare le sue serate delle prime. Descriveva se stesso come "un uomo da caminetto, un artista borghese". Il principale dettaglio biografico degno di nota dei suoi ultimi anni è stato la sua seconda amitié amoureuse con una delle sue protagoniste, Lucy Arbell, che aveva creato i ruoli delle sue ultime opere. Milnes descrive la Arbell come una "cercatrice d'oro": il suo palese sfruttamento dell'affetto onorevole del compositore, causato a sua moglie considerevole angoscia e mise persino a dura prova la devozione di Massenet (o infatuazione come Milnes la definisce). Dopo la morte del compositore la Arbell perseguì la sua vedova e gli editori attraverso i tribunali, cercando di assicurarsi il monopolio dei ruoli principali in molte delle sue ultime opere.
Una rara escursione fuori dal teatro dell'opera avvenne nel 1903 con l'unico concerto per pianoforte di Massenet, su cui aveva iniziato a lavorare quando era ancora studente. Il lavoro fu eseguito da Louis Diémer al Conservatorio, ma fece poca impressione rispetto alle sue opere. Nel 1905 Massenet compose Chérubin, una commedia leggera sulla carriera finale del paggetto pazzo di sesso Cherubino, da Le nozze di Figaro di Mozart. Poi arrivarono due opere serie, Ariane, sulla leggenda greca di Teseo e Arianna, e Thérèse, un dramma conciso ambientato durante la rivoluzione francese. Il suo ultimo grande successo fu Don Quichotte (1910), che L'Etoile definì "una serata molto parigina e, naturalmente, un trionfo molto parigino". Anche con i suoi poteri creativi apparentemente in declino, scrisse altre quattro opere nei suoi ultimi anni: Bacchus, Roma, Panurge e Cléopâtre. Le ultime due, come Amadis, che non era riuscito a finire negli anni '90, furono presentate in anteprima dopo la morte del compositore e poi caddero nell'oblio.
Nell'agosto 1912 Massenet andò a Parigi, dalla sua casa di Égreville, per vedere il suo medico. Il compositore soffriva di cancro addominale da alcuni mesi, ma i suoi sintomi non sembravano pericolosi per la vita. Nel giro di pochi giorni le sue condizioni peggiorarono drasticamente. Sua moglie e la sua famiglia si affrettarono a Parigi ed erano con lui quando morì, all'età di settant'anni. Per sua volontà il suo funerale, senza musica, si tenne privatamente a Égreville, nel cui cimitero è sepolto.

## Musica

### Panorama
Secondo il suo biografo Hugh Macdonald, le principali influenze di Massenet furono Gounod e Thomas, con Meyerbeer e Berlioz importanti per il suo stile. Dal di fuori della Francia ha assorbito alcuni tratti da Verdi, forse Mascagni e, soprattutto, da Wagner. A differenza di altri compositori francesi del periodo, Massenet non cadde mai completamente sotto l'incantesimo di Wagner, ma trasse dal compositore una ricchezza di orchestrazione e una fluidità nel trattamento dei temi musicali.
Sebbene quando scelse di farlo Massenet sia riuscito a scrivere scene rumorose e dissonanti (nel 1885 Bernard Shaw lo definì "uno dei compositori moderni più rumorosi"), gran parte della sua musica è morbida e delicata. I critici ostili hanno colto questa caratteristica, ma l'articolo su Massenet nell'edizione del 2001 del Grove's Dictionary of Music and Musicians osserva che nella migliore delle sue opere questo lato sensuale "è bilanciato da una forte tensione drammatica (come nel Werther), dall'azione teatrale (come in Thérèse), dalla diversione scenica (come in Esclarmonde) o dall'umorismo (come in Le portrait de Manon)".
Il pubblico parigino di Massenet era molto attratto dall'esotico nella musica, e Massenet lo costrinse volentieri, con evocazioni musicali di luoghi remoti o tempi lontani. Macdonald elenca un gran numero di luoghi rappresentati nelle opere, dall'antico Egitto, alla mitica Grecia e alla biblica Galilea, alla Spagna rinascimentale, all'India e alla Parigi rivoluzionaria. L'esperienza pratica di Massenet nelle fosse dell'orchestra da giovane e la sua attenta formazione al Conservatorio lo avevano messo in grado di realizzare tali effetti senza fare molto ricorso a strumenti insoliti. Comprendeva le capacità dei suoi cantanti e componeva con uno stretto e dettagliato riguardo per le loro voci.

### Opere

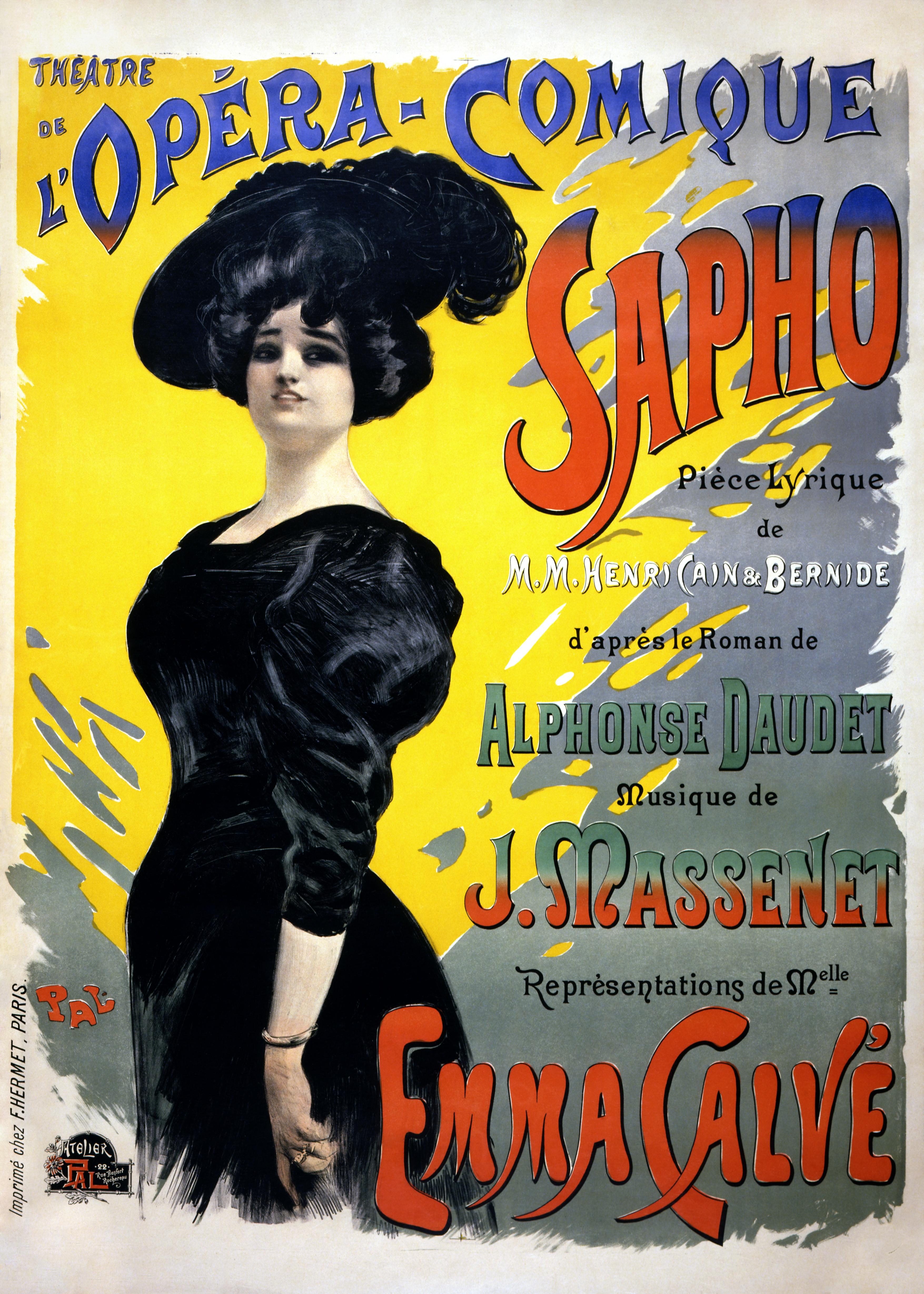
Poster di Jean de Paleologu per Sapho, 1897

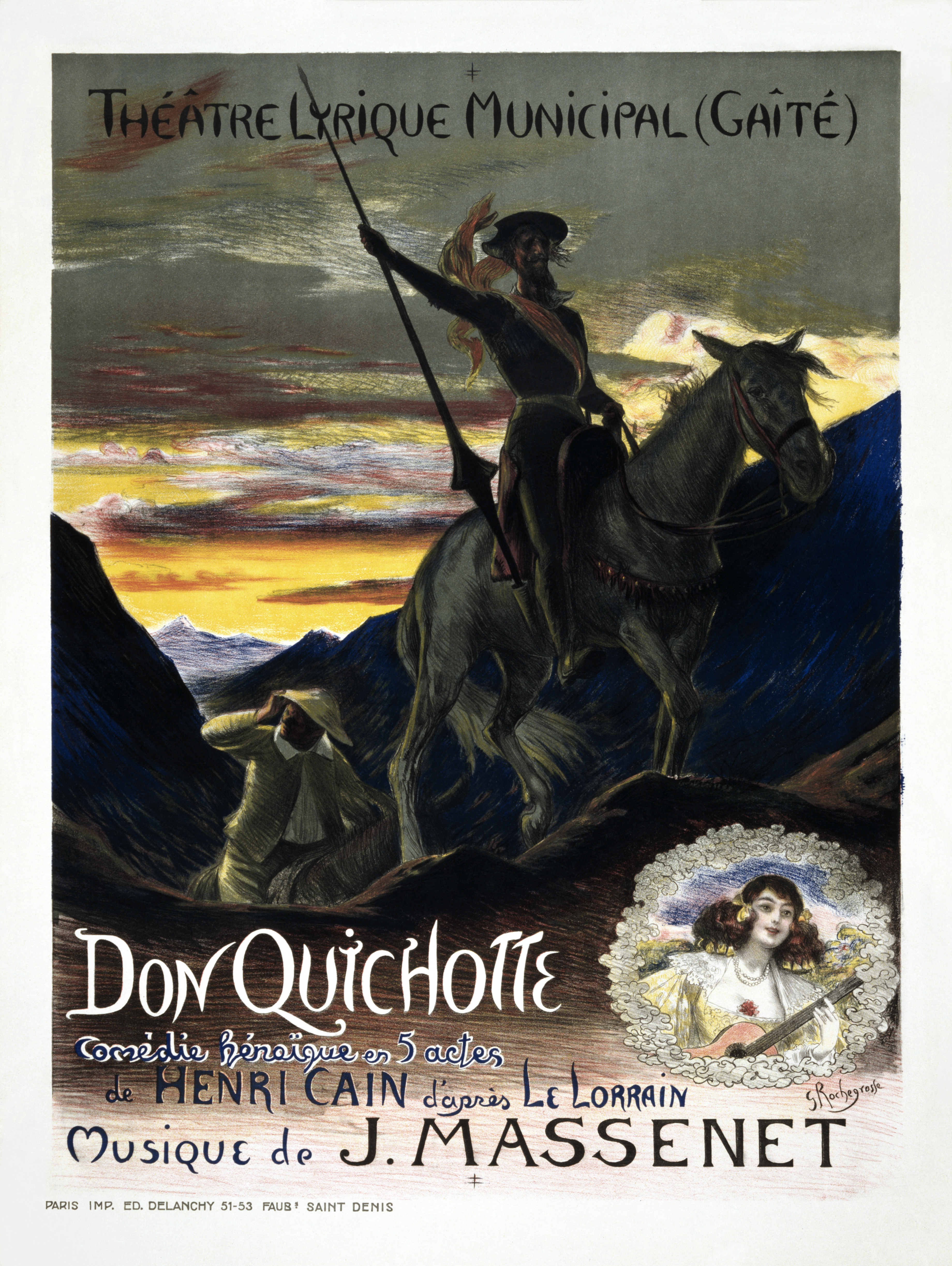
Poster di Georges Rochegrosse per Don Quichotte, 1910

Massenet scrisse più di trenta opere. Le autorità differiscono sul totale esatto perché alcune delle opere, in particolare dei suoi primi anni, sono andate perdute e altre sono rimaste incomplete. Altre ancora, come Don César de Bazan e Le roi de Lahore, sono state sostanzialmente ricomposte dopo le loro prime produzioni ed esistono in due o più versioni. Il Grove's Dictionary of Music and Musicians elenca in tutto quaranta opere di Massenet, di cui nove vengono indicate come perse o distrutte. Il sito web "OperaGlass" della Stanford University mostra le anteprime delle versioni riviste, mentre il The New Grove Dictionary of Opera no: i loro totali sono rispettivamente quarantaquattro e trentasei.
Avendo affinato il suo stile personale da giovane e rimanendo fedele ad esso per il resto della sua carriera, Massenet non si presta, come fanno alcuni altri compositori, alla classificazione in periodi precoci, medi e tardivi chiaramente definiti. Inoltre, la sua versatilità significa che non esiste trama o località che possano essere considerati come tipici di Massenet. Un altro aspetto in cui differiva da molti compositori d'opera è che non lavorava regolarmente con gli stessi librettisti: Grove elenca più di trenta scrittori che gli fornirono libretti.
La (quinta) edizione del 1954 di Grove diceva di Massenet, "aver sentito Manon è come averlo ascoltato nella sua totalità". Nel 1994 Andrew Porter definì assurda tale visione. Ha ribattuto: "Chi conosce Manon, Werther e Don Quichotte conosce il meglio di Massenet, ma non tutta la sua gamma, dall'eroica storia d'amore al sensuale verismo". La produzione di Massenet copriva la maggior parte dei diversi sottogeneri dell'opera, dall'opéretta (L'adorable Bel'-Boul e L'écureuil du déshonneur, entrambi primi pezzi, quest'ultimo perso) e l'opéra-comique come Manon, alla grand opéra: Grove categorizza Le roi de Lahore come "l'ultima grande opera ad avere un grande e diffuso successo". Molti degli elementi della grand opera tradizionale sono scritti in opere successive su vasta scala come Le mage ed Hérodiade. Le opere di Massenet consistono di qualsiasi cosa, da uno a cinque atti, e sebbene molte di esse siano descritte nei frontespizi delle loro partiture come "opéra" o "opéra comique", altre hanno descrizioni accuratamente sfumate come "comédie chantée", "comédie lyrique", "comédie-héroïque", "conte de fées", "drame passionnel", "haulte farce musicale", "opéra légendaire", "opéra romanesque" e "opéra tragique".
In alcune delle sue opere, come Esclarmonde e Le mage, Massenet si è allontanato dal tradizionale modello francese di arie e duetti indipendenti. Gli assoli si fondono con passaggi declamatori fino a forme più melodiche, in modi che molti critici contemporanei ritenevano wagneriani. Shaw non era tra loro: nel 1885 scrisse di Manon:
La critica del XXI secolo Anne Feeney commenta: "Massenet raramente ripeteva frasi musicali, per non parlare di temi ricorrenti, quindi la somiglianza [a Wagner] sta unicamente nel lirismo declamatorio e nell'uso entusiasta degli ottoni e delle percussioni". Massenet si divertiva a introdurre la commedia nelle sue opere serie e a scrivere alcune opere principalmente comiche. Nella visione di Macdonald delle opere comiche, Cendrillon e Don Quichotte riescono bene, ma Don César de Bazan e Panurge sono meno soddisfacenti delle "opere più delicatamente messe a punto come Manon, Le portrait de Manon e Le jongleur de Notre-Dame, dove la commedia è al servizio di uno scopo più complesso".
Secondo Operabase l'analisi delle produzioni in tutto il mondo nel 2012-2013 mostra Massenet come il ventesimo più popolare di tutti i compositori d'opera e il quarto francese più popolare, dopo Bizet, Offenbach e Gounod. Le sue opere più rappresentate nel periodo sono Werther (63 produzioni in tutti i paesi), seguito da Manon (47), Don Quichotte (22), Thaïs (21), Cendrillon (17), La Navarraise (4) , Cléopâtre (3), Thérèse (2), Le Cid (2), Hérodiade (2), Esclarmonde (2), Chérubin (2) e Le mage (1).

### Altra musica vocale
Tra il 1862 e il 1900 Massenet compose otto oratori e cantate, per lo più su argomenti religiosi. C'è una certa sovrapposizione tra il suo stile operistico e le sue opere corali per le esecuzioni in chiesa o in concerto. Vincent d'Indy ha scritto che c'era "un erotismo discreto e semi-religioso" nella musica di Massenet. L'elemento religioso era un tema ricorrente nelle sue opere secolari e sacre: questo non derivava da una forte fede personale, ma dalla sua risposta agli aspetti drammatici del rito cattolico romano. La mescolanza di elementi operistici e religiosi nelle sue opere era tale che uno dei suoi oratori, Marie-Magdeleine, fu messo in scena come un'opera durante la vita del compositore. Elementi dell'erotico e qualche implicita simpatia per i peccatori erano controversi e potrebbero aver impedito alle sue opere religiose di affermarsi in modo più deciso. Arthur Hervey, un critico contemporaneo non indifferente a Massenet, commentò che Marie-Magdeleine e il successivo oratorio Ève (1875) erano "la Bibbia manipolata in un modo adatto al gusto delle impressionabili dame parigine, assolutamente inadeguati al tema, ma allo stesso tempo molto affascinanti ed efficaci". Delle quattro opere classificate da Irvine e Grove come oratori, solo una, La Terre Promise (1900), fu scritta per la rappresentazione in chiesa. Massenet usò il termine "oratorio" per quell'opera, ma chiamò Marie-Magdeleine un "drame sacré", Ève un "mystère" e La Vierge (1880) una "légende sacrée".
Massenet ha composto molte altre opere corali su scala ridotta e più di duecento canzoni. Le sue prime raccolte di canzoni erano particolarmente popolari e hanno contribuito a consolidare la sua fama. La sua scelta di testi variava ampiamente. La maggior parte erano versi di poeti come Musset, Maupassant, Hugo, Gautier e molti scrittori francesi meno conosciuti, con poesie occasionali di poeti stranieri, tra cui Tennyson in inglese e Shelley nella traduzione francese. Grove commenta che le canzoni di Massenet, sebbene piacevoli e impeccabili come fattura artigianale, sono meno creative di quelle di Bizet e meno caratteristiche di quelle di Duparc e Fauré.

### Musica orchestrale e da camera
Massenet era un orchestratore fluente e abile e inserì volentieri episodi di balletto nelle sue opere, musica di scena per opere teatrali e un balletto autonomo in un atto per Vienna (Le carillon, 1892). Macdonald osserva che lo stile orchestrale di Massenet somigliava a quello di Delibes, "con il suo movimento aggraziato e il colore ammaliante", che era molto adatto al balletto classico francese. La Méditation per violino solista e orchestra da Thaïs, è forse il brano non vocale più noto di Massenet e compare in molte registrazioni. Un altro popolare pezzo orchestrale indipendente dalle opere è Le dernier sommeil de la Vierge da La Vierge, che è apparso in numerosi dischi dalla metà del XX secolo.
Un critico parigino, dopo aver visto La grand' tante, dichiarò che Massenet era un sinfonista piuttosto che un compositore teatrale. Al momento della prima britannica di Manon nel 1885, il critico del The Manchester Guardian, recensendo l'opera con entusiasmo, ripeté tuttavia né più né meno il punto di vista del suo collega francese, secondo cui il compositore era in realtà un sinfonista, la cui musica era al suo meglio quando era puramente orchestrale. Massenet aveva una visione del tutto opposta delle sue capacità. Era per temperamento inadatto a scrivere sinfonicamente: i vincoli della forma sonata lo annoiavano. Scrisse, all'inizio degli anni '70: "Quello che ho da dire, musicalmente, lo devo dire rapidamente, con forza, in modo conciso; il mio discorso è serrato e nervoso, e se volessi esprimermi altrimenti non sarei me stesso". I suoi sforzi nel campo della musica concertante hanno lasciato poco segno, ma le sue suite orchestrali, colorate e pittoresche secondo Grove, sono sopravvissute ai margini del repertorio. Altre opere per orchestra sono un poema sinfonico, Visions (1891), un'Ouverture de Concert (1863) e Ouverture de Phèdre (1873). Dopo i primi tentativi di musica da camera da studente, ha scritto poco di più in quel genere. La maggior parte dei suoi primi pezzi da camera sono ora andati perduti; sopravvivono tre pezzi per violoncello e pianoforte.

### Incisioni

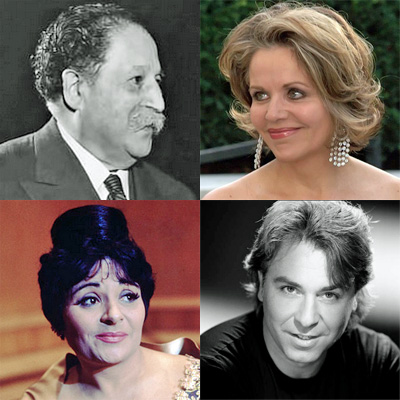
Tra gli interpreti di Massenet, in senso orario da in alto a sinistra: Pierre Monteux, Renée Fleming, Roberto Alagna e Victoria de los Ángeles

L'unica registrazione nota fatta da Massenet è un estratto da Sapho, "Pendant un an je fus ta femme", in cui suona un accompagnamento al pianoforte per il soprano Georgette Leblanc. Fu registrato nel 1903 e non era destinato alla pubblicazione. Fu pubblicato su compact disc (2008), insieme a registrazioni contemporanee di Grieg, Saint-Saëns, Debussy e altri.
Negli ultimi anni di Massenet, e nel decennio successivo alla sua morte, furono registrate molte delle sue canzoni ed estratti d'opera. Alcuni degli artisti erano i creatori originali dei ruoli, come Ernest van Dyck (Werther), Emma Calvé (Sapho), Hector Dufranne (Grisélidis) e Vanni Marcoux (Panurge). Le registrazioni francesi complete di Manon e Werther, dirette da Élie Cohen, furono pubblicate nel 1932 e 1933 e sono state ripubblicate su CD. Il critico Alan Blyth commenta che incarnano lo stile originale e intimo dell'Opéra-Comique nell'esecuzione di Massenet.
Delle opere di Massenet, le due più note, Manon e Werther, sono state registrate molte volte e molte altre registrazioni sono state eseguite in studio o dal vivo, tra cui Cendrillon, Le Cid, Don Quichotte, Esclarmonde, Hérodiade, Le jongleur de Notre -Dame, Le mage, La Navarraise e Thaïs. Tra i direttori di questi dischi figurano Sir Thomas Beecham, Richard Bonynge, Riccardo Chailly, Sir Colin Davis, Patrick Fournillier, Sir Charles Mackerras, Pierre Monteux, Sir Antonio Pappano e Michel Plasson. Tra i soprano e i mezzosoprano ci sono Dame Janet Baker, Victoria de los Ángeles, Natalie Dessay, Renée Fleming, Angela Gheorghiu e Dame Joan Sutherland. Gli uomini di spicco nelle incisioni delle opere di Massenet comprendono Roberto Alagna, Gabriel Bacquier, Plácido Domingo, Thomas Hampson, Jonas Kaufmann, José van Dam, Alain Vanzo e Rolando Villazón.
Oltre alle opere sono state pubblicate registrazioni di numerose opere orchestrali, tra cui il balletto Le carillon, il Concerto per pianoforte in mi bemolle, la Fantaisie per violoncello e orchestra e suite orchestrali. Molte mélodies singole di Massenet sono state incluse in recital misti su disco durante il XX secolo e da allora altre sono state incise su disco, incluso, per la prima volta, un CD nel 2012, esclusivamente dedicato alle sue canzoni per soprano e pianoforte.

## Reputazione

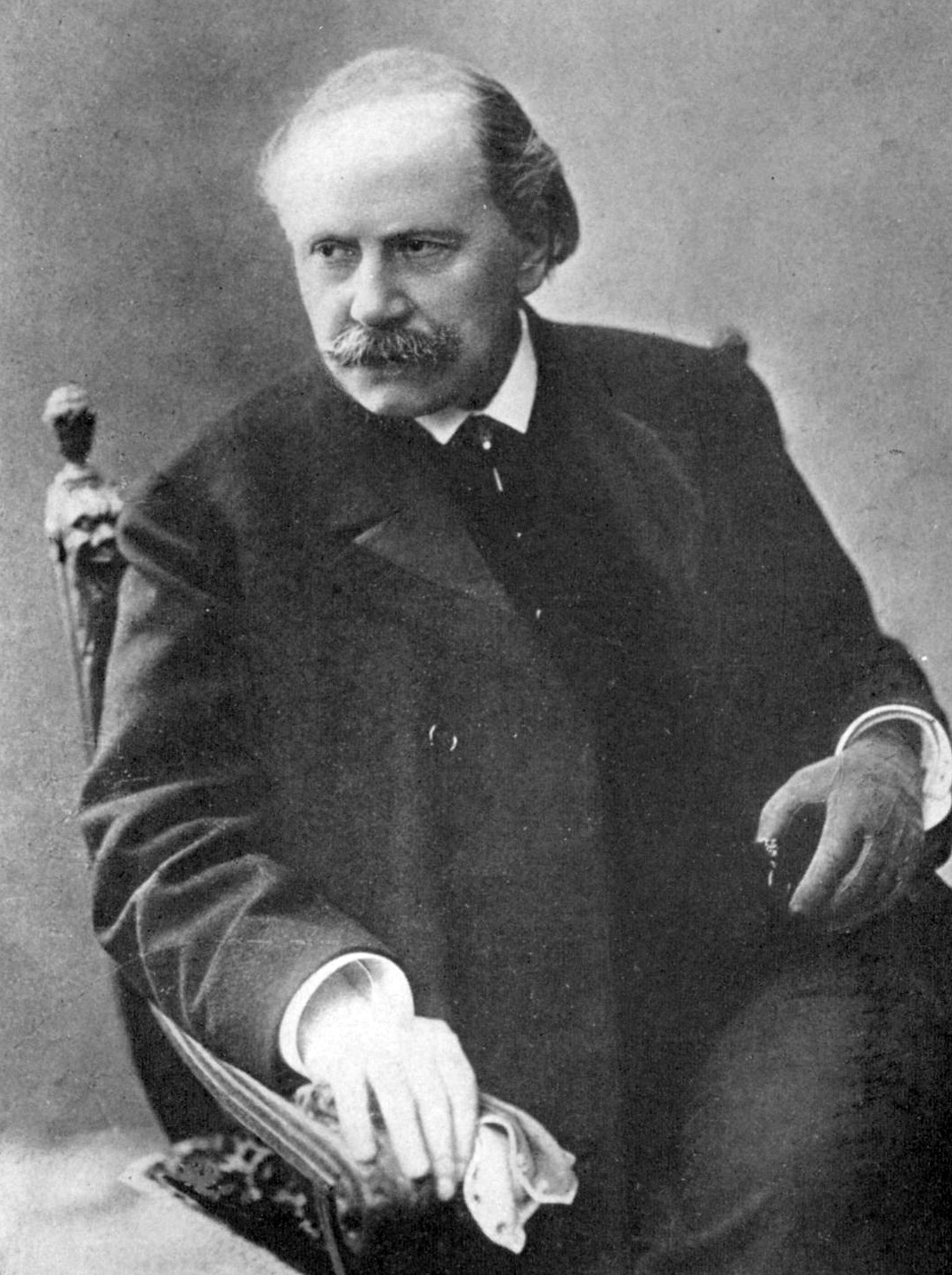
Massenet in età avanzata

Dall'epoca della morte del compositore nel 1912, la sua reputazione è diminuita, soprattutto al di fuori del suo paese natale. Nella seconda edizione (1907) di Grove, J A Fuller Maitland accusa il compositore di assecondare il gusto parigino alla moda del momento e di mascherare uno stile uniformemente "debole e zuccherino" con effetti superficiali. Fuller Maitland sosteneva che per gli amanti della musica più esigenti come lui le opere di Massenet erano "inesprimibilmente monotone" e predisse che sarebbero state tutte dimenticate dopo la morte del compositore. Opinioni simili sono state espresse in un necrologio in The Musical Times:
Massenet non è mai stato del tutto senza sostenitori. Negli anni '30 Sir Thomas Beecham disse al critico Neville Cardus: "Darei tutti i Concerti brandeburghesi di Bach per Manon di Massenet e penserei di aver tratto enormi profitti dallo scambio". Negli anni Cinquanta i critici stavano rivalutando le opere di Massenet. Nel 1951 Martin Cooper del Daily Telegraph scrisse che i detrattori di Massenet, inclusi alcuni colleghi compositori, erano nel complesso idealisti, persino puritani, "ma pochi di loro hanno in pratica raggiunto qualcosa di così vicino alla perfezione in qualsiasi genere, per quanto umile, come ha fatto Massenet nelle sue opere migliori." Nel 1955 Edward Sackville-West e Desmond Shawe-Taylor commentarono in The Record Guide che, sebbene di solito liquidato come un Gounod inferiore, Massenet scriveva musica con un sapore tutto suo. "Aveva un dono per la melodia di un tipo soave, voluttuoso ed eminentemente cantabile, e l'intelligenza e il senso drammatico per trarne il massimo." Gli scrittori di musica chiedevano revival di Grisélidis, Le jongleur de Notre-Dame, Don Quichotte e Cendrillon, tutti lavori allora trascurati. Negli anni '90 la reputazione di Massenet era stata notevolmente riabilitata. In The Penguin Opera Guide (1993), Hugh Macdonald ha scritto che sebbene le opere di Massenet non abbiano mai eguagliato la grandezza di Les Troyens di Berlioz, il genio della Carmen di Bizet o la profondità di Pelléas et Mélisande di Debussy, dal 1860 fino agli anni prima della prima guerra mondiale, il compositore ha regalato alla scena lirica francese una serie notevole di opere, due delle quali, Manon e Werther, sono "capolavori che abbelliranno il repertorio per sempre". Secondo Macdonald, Massenet "incarna molti aspetti duraturi della belle époque, uno dei periodi culturali più ricchi della storia". In Francia, l'eclissi del XX secolo di Massenet è stata meno completa che altrove, ma la sua oeuvre è stata rivalutata negli ultimi anni. Nel 2003 Piotr Kaminsky scrisse in Mille et un opéras dell'abilità di Massenet nel tradurre il testo francese in frasi melodiche flessibili, del suo eccezionale virtuosismo orchestrale, che combina brillantezza e chiarezza e del suo infallibile istinto teatrale.
Rodney Milnes, in The New Grove Dictionary of Opera (1992), concorda sul fatto che Manon e Werther hanno un posto sicuro nel repertorio internazionale; ne considera altre tre per "ristabilire un appiglio" (Cendrillon, Thaïs e Don Quichotte) e molte altre devono essere rivalutate o riscoperte.

### Osservazioni
1. ↑  Il biografo di Massenet Demar Irvine osserva che, secondo l'uso francese dell'epoca, i quattro bambini avevano il diritto di portare il cognome più aristocratico Massenet de Marancour o Massenet Royer de Marancour. I fratelli maggiori lo fecero, ma Jules preferì il semplice nome singolo.[2]
2. ↑  Massenet fu impiegato come accompagnatore del tenore principale Gustave-Hippolyte Roger, nella cui casa di Villiers-sur-Marne Wagner trascorse dieci giorni all'inizio del 1860. Massenet fu colpito dal modo di suonare il pianoforte di Wagner, "come un musicista, per nulla come un pianista". Non è chiaro se Wagner abbia sentito suonare Massenet durante il suo soggiorno.[13]
3. ↑  Questo fu il secondo tentativo di Massenet al Prix; ottenne una "menzione d'onore" per la sua cantata "Louise de Mézières" nel 1862.[15]
4. ↑  Un'osservazione simile è stata fatta riguardo a Saint-Saëns nel 1864: "Sait tout, mais il manque d'inexpérience" - "Sa tutto ma manca di inesperienza". Saint-Saëns, molti anni dopo, la attribuì a Gounod.[17] Si ritiene più in generale che l'osservazione sia stata fatta da Berlioz.[18]
5. ↑  Massenet ricordò nelle sue memorie che i locali di Hartmann nel Boulevard de la Madeleine erano diventati un centro non ufficiale della vita musicale parigina, con Bizet, Saint-Saëns, Lalo e Franck, tutti "parte del cerchio interno".[23]
6. ↑  Massenet successe a François Bazin, un insegnante i cui metodi pedanti l'avevano così disgustato quando era uno studente che aveva lasciato le lezioni di Bazin dopo un mese.[30] Bazin è una delle poche persone su cui Massenet ha scritto una parola cattiva nelle sue memorie.[31]
7. ↑  I detrattori di Massenet dettero un'interpretazione diversa al suo incoraggiamento all'originalità da parte dei suoi studenti: Michel-Dimitri Calvocoressi scrisse nel 1912, "Difficilmente si può dire che abbia esercitato una sana influenza come insegnante e, più in generale, tale che i suoi alunni che hanno mostrato meriti più che ordinari come compositori, non hanno seguito il suo esempio. "[22]
8. ↑  Il professore di composizione di Debussy era Ernest Guiraud.[35]
9. ↑  Secondo Macdonald era "il soggetto biblico-amoroso" a cui Vaucorbeil fece eccezione, un'obiezione che si applicava anche a "Samson et Dalila" di Saint-Saëns, che fu bandita dall'Opéra per molti anni.[12] Il ricordo di Massenet era che Vaucorbeil considerava il librettista Paul Milliet un incompetente.[36]
10. ↑  Questo giudizio era ancora condiviso da alcuni fino al XX secolo. Gli autori di "The Record Guide" (1955) osservarono che, sebbene "Werther" fosse popolare in Francia, non aveva mai preso piede altrove, "in gran parte senza dubbio a causa del carattere monotono di autocommiserazione dell'eroe (questa è più una colpa di Goethe che di Massenet)."[41]
11. ↑  Irvine ribadisce l'affermazione di Massenet, ma non cita nessun'altra autorità al riguardo.[57] Il posto fu offerto e accettato da Fauré, i cui biografi Duchen, Jones e Nectoux non fanno menzione di alcuna precedente offerta del posto a Massenet nel 1905, né è menzionato nello studio di Woldu e Queuniet del 1996 sulla crisi che portò al passaggio di consegne da Dubois a Fauré.[58]
12. ↑  Erano Perséphone in "Ariane", il ruolo principale in "Thérèse", la regina Amahelli in "Bacchus" e Dulcinée in "Don Quichotte". Dopo la morte del compositore apparve come Postumia in "Roma" e Colombe in "Panurge".[61]
13. ↑  "Una serata molto parigina e, naturalmente, anche un trionfo molto parigino."[65]
14. ↑  "Un erotismo discreto e quasi religioso"[79]
15. ↑  Fuller Maitland era ugualmente antipatico a molti compositori contemporanei, essendo ostile allo stesso modo a Sullivan, Elgar, Debussy e Richard Strauss.[97]